# Davina Lutz
Davina Lutz (* 5. Dezember 1994 als Davina Haupt) ist eine deutsche Fußballschiedsrichterin der Frauen-Bundesliga.

## Werdegang
Davina Lutz ist seit 2012 Schiedsrichterin und als solche Mitglied des Vereins TSV 1910 Poppenhausen im Bayerischen Fußballverband.
Seit der Saison 2022/23 leitet Lutz Spiele der Bundesliga der Frauen, in der ihr Debüt am 2. Oktober 2022 bei einer Begegnung zwischen dem SC Freiburg und der SGS Essen erfolgte. Zuvor war sie bereits seit Beginn der Saison 2017/18 Schiedsrichterin der 2. Frauen-Bundesliga bzw. ihrer ehemaligen Nord- und Südstaffeln. Im DFB-Pokal der Frauen ist Davina Lutz seit der Saison 2017/18 mit Spielleitungen betraut.
Im Männerfußball stieg Lutz 2023 in die Regionalliga Bayern auf, in der sie zuvor bereits als Schiedsrichterassistentin tätig war. Ab der Saison 2025/26 gehört sie dem Kader der 3. Liga-Schiedsrichter an.